# Кайрі Сейн
Каорі Хосако (яп. 宝迫香織, Hōsako Kaori , нар. 23 вересня 1988) — японська професійна реслерка та актриса. Станом на листопад 2023 року вона підписала контракт з WWE, де вона виступає на бренді RAW під псевдонімом Кайрі Сейн (Kairi Sane, カイリ・セイン, Kairi Sein).
З 2012 по 2017 рік вона брала участь у японській акції World Wonder Ring Stardom під псевдонімом Kairi Hojo (宝城カイリ, Hōjō Kairi). Втілюючи образ «Принцеси піратів»  вона стала одноразовою чемпіонкою World of Stardom, одноразовою чемпіонкою Wonder of Stardom, триразовою чемпіонкою Goddesses of Stardom і п'ятиразовою чемпіонкою Artist of Stardom. Вона також виграла 5★Star GP 2015 і 2016 Goddesses of Stardom Tag League.
У 2017 році вона підписала контракт з WWE, де прийняла псевдонім Кайрі Сане. Того ж року вона виграла перший турнір Mae Young Classic, а потім була призначена до бренду NXT. У 2018 році вона завоювала чемпіонат NXT серед жінок, а згодом виграла нагороди NXT Year-End Awards 2018 як найкраща учасниця року та найкраща учасниця року. У 2019 році вона дебютувала в основному реєстрі WWE, де вона стала найдовшою чемпіонкою командних титулів WWE серед жінок разом з Аскою в складі The Kabuki Warriors. Команда також отримала 2019 WWE Year-End Award як найкраща жіноча команда року. У 2020 році вона повернулася до Японії, щоб приєднатися до свого чоловіка, та працювала послом і тренером WWE у своїй рідній країні до грудня 2021 року, коли закінчився її контракт.
Після роботи в WWE вона повернулася до World Wonder Ring Stardom у лютому 2022 року та виступала під псевдонімом Kairi (стилізований великими літерами). Вона також виступала за New Japan Pro-Wrestling (NJPW), де вона була одноразовою та першою чемпіонкою IWGP серед жінок. Вона стала вільним агентом у березні 2023 року та повернулася до WWE у листопаді 2023 року на шоу Crown Jewel.

## Раннє життя
Каорі Хосако народилася 23 вересня 1988 року в Хікарі, префектура Ямагуті, Японія.  У неї є сестра, яка на три роки старша за неї.  Вона має великий спортивний досвід у яхтингу, бере участь у міжуніверситетських та національних змаганнях, а також бере участь у чемпіонатах світу з мрією потрапити на Олімпійські ігри.  Після закінчення університету Хосей зі ступенем бакалавра з японської літератури почала кар'єру актора.  Вона також працювала в театрі, і один із її виступів, де вона виступала як професійна лиходійка з боротьби, побачив Фука, генеральний менеджер промоушену World Wonder Ring Stardom, який запросив Хосако на один із їхніх заходів.  Вона швидко закохалася в аспект професійної боротьби, який поєднує акторську діяльність зі спортом, і вирішила сама стати борчицею.

## Професійна кар'єра борця

### Зірка World Wonder Ring (2011—2017)
Хосако почала тренуватися в Stardom у 2011 році.  14 листопада 2011 року вона склала свій «професійний іспит» і закінчила навчання як частина третього класу стажерів Stardom разом із Актом Ясукавою, Нацумі Шоузукі та Юрі Харукою.  Хосако, яка зараз працює під псевдонімом «Kairi Hojo», дебютувала в Stardom 7 січня 2012 року, програвши Юзукі Айкава.  На основі свого яхтового досвіду Ходжо охрестили «Принцесою піратів».  Вона швидко стала одним із засновників конюшні Дзенріоку Джоші, яку очолив Айкава.  У листопаді 2012 року Ходзьо сформував нову команду тегів разом з Нацумі Шоузукі, і обидві фінішували другими в 2012 Goddesses of Stardom Tag League.  Zenryoku Joshi розпався в січні 2013 року, коли Ходзьо невдало кинув виклик своєму товаришу по конюшні Юзукі Айкава за титул чемпіона Wonder of Stardom.  Ходзьо виграла свій перший титул 29 квітня 2013 року на Ryōgoku Cinderella , де вона та Шоузукі, названі разом «Хо-Шоу Тенніо», перемогли Гейлі Хетред і Кіоко Кімуру за чемпіонство Goddesses of Stardom Championship.  Їхнє правління, однак, тривало лише місяць, оскільки вони були позбавлені титулу, коли Шоузукі залишився на боці через травму шийного відділу хребта.  Шоузукі так і не повернулася після травми, натомість пішла з Stardom.

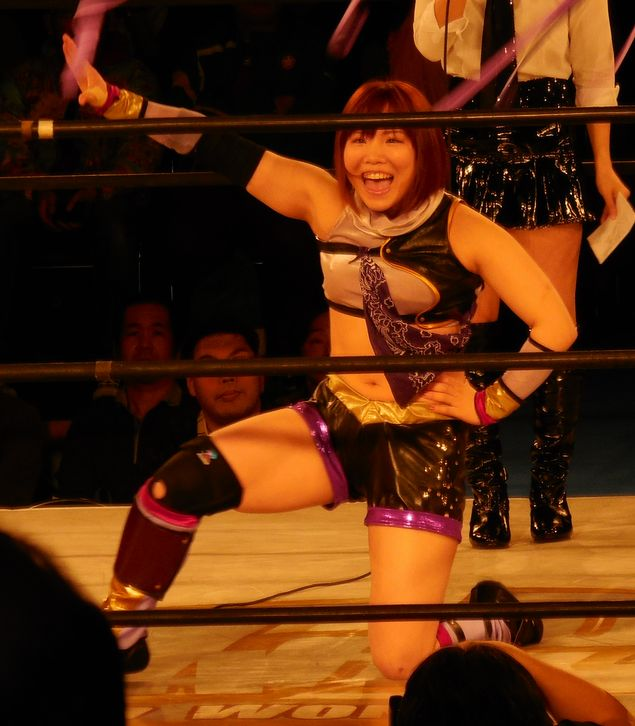
Кайрi Ходжо у березнi 2013

23 червня 2013 року Ходзьо об'єднався з Каорі Йонеямою та Юхі, щоб перемогти Крістіну фон Ері, Хейлі Хетред і Кіко Кімуру за вакантний титул «Артист зірок».  4 листопада вони програли титул Кімурі, Альфа-Жінці та Хижачці «Амазонці».  У травні 2014 року Ходжо дебютувала в Мексиці, представляючи Stardom на подіях DragonMania 9 і Lucha Fan Fest 8.  У серпні реєстр Stardom був розділений навпіл у рамках сюжетної лінії суперництва між старшими борцями, які народилися в період Сьова, і молодшими борцями, які народилися в період Хейсей. Ходзьо, яка народилася в період Сьова, приєдналася до таких, як Нанае Такахасі та Міхо Вакідзава. 10 серпня Ходзьо повернула чемпіонство Богинь зірок, коли вони з Такахаші перемогли Альфа-Жінку та Кіко Кімуру.  Після восьмимісячного правління її знову позбавили титулу, коли Такахаші вибув із-за травми щиколотки.
У лютому 2015 року, після інциденту між Актом Ясукавою та Йосіко, Ходзьо було названо посередником між борцями та керівництвом, щоб зблизити обидві сторони.  Після інциденту найвищий титул Stardom, World of Stardom Championship, був оголошений вакантним із запланованим турніром для визначення нового чемпіона. 29 березня Ходзьо переміг спочатку Кіоко Кімуру, а потім Іо Сірая, щоб вперше виграти чемпіонат світу зірок.  Після чотирьох місяців правління вона програла титул Мейко Сатомура 26 липня.  Ходжо повернувся, вигравши найкращий турнір Stardom в одиночному розряді, 5★ Star GP, перемігши Hudson Envy. у фіналі 23 вересня  Наприкінці року Ходзьо було названо MVP 2015 року за версією Stardom.  У січні 2016 року Ходзьо об'єдналася з колишніми суперниками Іо Ширай та Маю Іватані, щоб створити нову команду.  28 лютого 2016 року ці троє, які зараз називаються разом «Threedom» (поєднання слів «Three» і «Stardom»), перемогли Еві, Хіройо Мацумото та Келлі Скейтер, щоб виграти чемпіонат Artist of Stardom Championship. У квітні Ходзьо разом з Іватані та Шираї вирушили до Сполучених Штатів, щоб взяти участь у заходах, які проводили Lucha Underground і Vendetta Pro Wrestling. 15 травня Ходжо виграла ще один титул, перемігши Сантану Гарретт у змаганні за титул Wonder of Stardom Championship, вигравши титул із четвертої спроби. 8 серпня Ходзьо дебютувала за Федерацію геному Інокі (IGF), перемігши Джангл Кіону на змаганнях у Шанхаї .  3 вересня Ходзьо перемогла Іо Ширай, щоб взяти на себе керівництво блоку Red Stars у 5★Star GP 2016. Однак під час поєдинку вона отримала струс мозку, що змусило її відмовитися від турніру, що залишився.  2 жовтня Threedom програли титули Artist of Stardom Hana Kimura, Kagetsu та Kyoko Kimura у своєму третьому захисті.
11 листопада Ходзьо та Йоко Біто перемогли Іо Шираї та Маю Іватані у фіналі та виграли 2016 Goddesses of Stardom Tag League. Після матчу Шираї протистояла Іватані та розпустила Threedom. 22 грудня Ходзьо та Біто перемогли Кагецу та Кіоко Кімуру, щоб стати новими богинями зірок.  Вони програли титул Хіройо Мацумото та Джангл Кіоні під час другого захисту 5 березня 2017 року.  Також у березні повідомлялося, що Ходзьо повідомила офіс Stardom, що вона залишає StarDom щоб приєднатися до WWE наступного місяця.  20 березня Ходзьо невдало кинула виклик Іо Шірай на титул Чемпіонату світу зірок.  6 травня Ходзьо, Хіромі Мімура та Конамі перемогли AZM, HZK та Іо Ширай, щоб виграти чемпіонат Artist of Stardom Championship.  Після матчу Ходжо підтвердила свій майбутній відхід із Stardom, не згадуючи конкретно WWE.  Сейн планував піти на пенсію через свій вік і травми, але вирішив поїхати за кордон після консультації з Биком Накано .  Наступного дня Тридом возз'єднався для одного фінального матчу разом, перемігши Хіромі Мімуру, HZK і Джангл Кіону в командному матчі з шістьма жінками.  Однорічне правління Ходжо як чемпіонки Чуда Зірки закінчилося 14 травня, коли вона програла титул Маю Іватані у своєму дев'ятому захисті титулу, не вистачаючи один захист, щоб зрівняти рекорд Сантани Гарретт за кількістю захистів.  Ходзьо провела свій останній матч за Stardom 4 червня. Після того, як Ходзьо, Мімура та Конамі програли титул Artist of Stardom Championship назад проти AZM, HZK і Shirai у своєму другому захисті, Ходзьо провела неоголошений десятиматчевий один- хвилинна серія з обмеженим часом проти членів реєстру Stardom, яка завершилася трьома перемогами, шістьма нічиями та однією поразкою.

### WWE (2016—2021)

#### Підписання контракту з Mae Young Classic (2016—2017)
У жовтні 2016 року з Хосако зв'язалися і запропонували контракт з WWE, починаючи з наступного року. Як повідомляється, Хосако заявила, що вона зацікавлена у вступі до WWE, але ще не прийняла остаточного рішення. Були також запитання щодо того, чи зможе вона пройти медичний огляд компанії через два струси мозку за останні два роки.  У березні 2017 року Хосако підписала трирічний контракт з WWE, як повідомляється, на 60 000 доларів на рік, що було менше, ніж вона заробляла в Японії.
30 червня відео на домашньому шоу WWE в Токіо представило Хосако як «Каїрі Сане» в бренді розвитку WWE, NXT, а також у майбутньому турнірі Mae Young Classic .  13 липня вона перемогла Тессу Бланшар у першому раунді турніру в своєму дебютному матчі WWE.  Наступного дня Сане спочатку перемогла Б'янку Белейр у другому раунді, потім Дакоту Кай у чвертьфіналі та, нарешті, Тоні Сторм у півфіналі, щоб вийти у фінал турніру.  Як повідомляється, під час зйомок Сейн отримав струс мозку та травму шиї.  12 вересня Сейн переміг Шайну Баслер у фіналі турніру і, таким чином, отримав шанс отримати вакантний жіночий чемпіонат NXT на наступному шоу NXT TakeOver .

#### NXT (2017—2019)
У жовтні 2017 року Сейн дебютувала на телебаченні на NXT , перемігши Алію .  У листопаді на NXT TakeOver: WarGames Сейн брала участь у фатальному чотиристоронньому матчі за вакантний жіночий чемпіонат NXT .  , але невдало, оскільки Ембер Мун виграла матч.

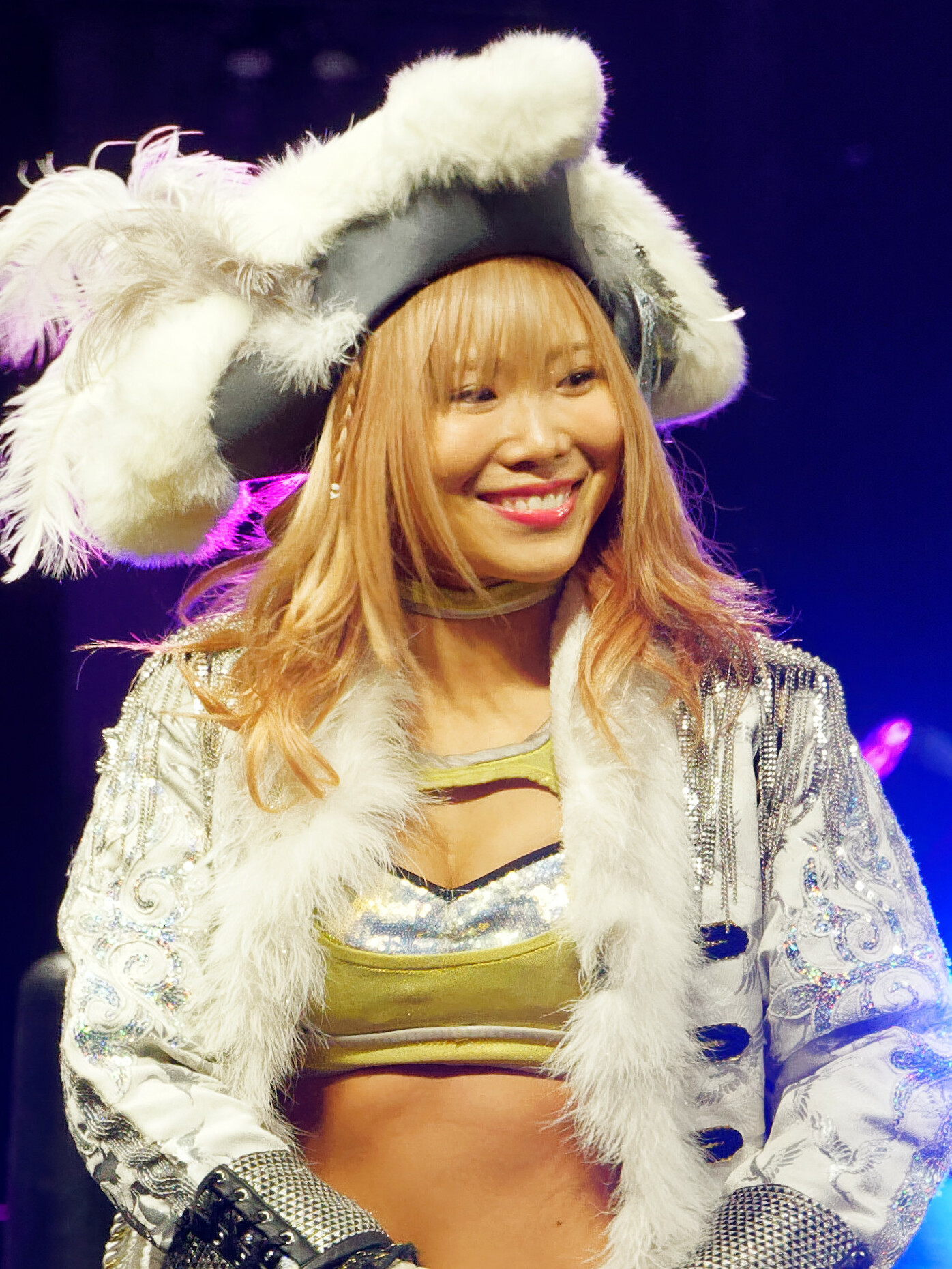
Кайрi Сейн на шоу NXT

28 січня 2018 року на Royal Rumble Сейн взяла участь у першому жіночому матчі Royal Rumble, увійшовши під номером 6 і тривав близько 5 хвилин, перш ніж її вибила Дана Брук .  Через кілька місяців вона також брала участь у Королівській битві WrestleMania Women's Battle на WrestleMania 34 разом з іншими суперзірками NXT, але була виключена з матчу Сашою Бенкс .  Невдовзі після цього Сейн почав ворожнечу з Лейсі Еванс, коли вони обмінялися перемогами та нападали один на одного протягом наступних кількох тижнів.  Зрештою, Сейн зміг перемогти Еванса в епізоді NXT 6 червня, у фінальному матчі між ними, щоб покласти край їхній ворожнечі.
У липні, після того, як вона перемогла Кендіс Лерей і Ніккі Кросс у матчі з потрійною загрозою, щоб стати претенденткою номер один, Сейн відновила своє суперництво з Шайною Баслер, коли вони обмінялися перемогами у фіналі Mae Young Classic і на NXT  і зіткнулися в матчі на NXT TakeOver: Brooklyn IV 18 серпня, де Сейн змогла перемогти Базслер і вперше в своїй кар'єрі виграти Чемпіонат NXT серед жінок.  28 жовтня на WWE Evolution pay-per-view Сейн програла чемпіонство назад Baszler (після втручання її союзників Jessamyn Duke і Marina Shafir), поклавши край їй правління в 71 день.  Через три тижні, на NXT TakeOver: WarGames, Сейн отримала реванш проти Baszler у двох із трьох невдалих матчів, але їй не вдалося відновити титул після повторного втручання Дюка та Шафіра.  Через втручання Сейн зрештою об'єдналася зі своєю найкращою подругою Іо Ширай і Дакотою Кай проти Баслера, Дюка та Шафіра.  Невдовзі після цього Кай була відсутня через травму, а Сейн продовжувала об'єднуватися з Шираї, сформувавши команду, відому як «Небесні пірати», продовжуючи перемагати різні команди.
5 квітня 2019 року на NXT TakeOver: New York Сейн брала участь у фатальному чотиристоронньому матчі за жіночий титул NXT, однак їй не вдалося завоювати титул, оскільки Безлер перемогла на Б'янку Белейр.  Всього через шість днів, 11 квітня (епізод, який транслювали на плівці, відкладено 17 квітня), Сейн програла реванш Безлер після того, як Іо Ширай напала на Безлер, яка хотіла образити Сане.Через поразку Сейн більше не має права претендувати на жіночий чемпіонат NXT, що було способом списати її з бренду.

#### The Kabuki Warriors і WWE Ambassador (2019—2021)
Основна стаття: Воїни Кабукі
16 квітня 2019 року в епізоді SmackDown Live Пейдж оголосила, що керуватиме новоствореною жіночою командою, яка складатиметься з Сейн, яка в результаті була призвана до основного списку, та Аски . Команда Сейн і Аска, яку пізніше назвали «Воїни Кабукі», Які посварилися з The IIconics (Біллі Кей і Пейтон Ройс). Після кількох тижнів уникнення їх, The IIconics програли The Kabuki Warriors під час туру WWE в Токіо, що принесло The Kabuki Warriors матч за титул. Матч за титул відбувся 16 липня в епізоді SmackDown. У серпні The Kabuki Warriors не змогли відібрати титули у тодішніх чемпіонів Алекси Блісс і Ніккі Кросс .
Після короткої перерви The Kabuki Warriors повернулися у вересні та перемогли Менді Роуз і Соню Девіль . 6 жовтня на шоу Hell in a Cell «Воїни Кабукі» нарешті виграли командні титули серед жінок, після того як Аска використала зелений туман на Крос. У рамках драфту 2019 року в середині жовтня Аска та Сейн були задрафтовані до бренду Raw . 28 жовтня 2019 року в епізоді Raw The Kabuki Warriors напали на Пейдж і використали на ній зелений туман. Того ж вечора Сейн вийшла один на один з Лінч, де програла сабмішном. Аска та Сейн повернулися на NXT в епізоді 30 жовтня, щоб захистити команднi чемпiонства WWE серед жінок проти Team Kick (Дакота Кай і Теган Нокс); відзначаючи перший раз, коли титули були захищені на NXT, де вони збереглися. В епізоді Raw 4 листопада Воїни Кабукі програли Флер та Наталі, коли Аска підкорилася Наталі. Наступного тижня Сейн і Аска зберегли свої титули проти Лінч та Флера після втручання Шейни Баслер і Бейлі .

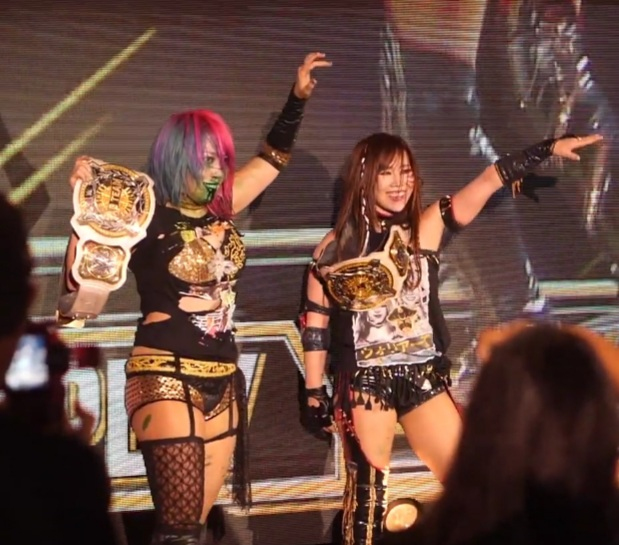
Аска та Сейн у 2019 роцi як команднi чемпiони

Сейн представляла команду Team Raw на Survivor Series у командному матчі 5 на 5, де її вибила Саша Бенкс . 1 грудня на Starrcade «Воїни Кабукі» успішно зберегли командні титули проти Беккі Лінч і Шарлотти Флер, Алекси Блісс і Ніккі Кросс і Бейлі і Саші Бенкс, коли Аска змогла втримати Кросс. В епізоді Raw 2 грудня Сейн і Аска перемогли Флер в гандикап-матчі . Наступного тижня на Raw Сейн і Аска програли Беккi Лiнч через дискваліфікацію, коли Аска напала на Беккі стільцем, а Сейн ударив Лінч божевільним ліктем через стіл. Згодом Сейн і Аска викликали Лінч і Флер на титульний матч WWE Women's Tag Team на TLC: Tables, Ladders & Chairs, на який вони погодилися. На цьому заході The Kabuki Warriors зберегли свої титули проти Лінч та Флер в матчі «Столи, драбини та стільці» ; Під час матчу Сане отримала струс мозку, через що решту матчу було змінено на ходу. Після TLC Сейн супроводжувала Аску на сцені під час сегменту між Аскою та Лінчем, але не виходила до рингу з Аскою під час їхніх матчів. Сейн повернулася на телебачення в епізоді Raw 20 січня, програвши Лінч сабмішином. 2 березня в епізоді Raw вона повернулася на ринг та зазнала поразку проти Шайни Баслер. У перший вечір WrestleMania 36 «Воїни Кабукі» програли свої командні чемпіонські титули серед жінок команді Алекси Блісс і Ніккі Кросс, закінчивши своє правління в 181 день, найдовше правління титулів на сьогодні.
11 травня 2020 року в епізоді Raw , тодішня чемпіонка Raw серед жінок Беккі Лінч звільнила свій титул, щоб піти у відпустку по догляду за дитиною, заявивши, що Аска виграла чемпіонство напередодні ввечері, вигравши матч на сходах Money in the Bank на однойменній події . У наступному епізоді Raw , після оголошення Лінч, Сейн була помічена за лаштунками з деякими іншими борцями, які вітали Лінч, таким чином повернувши обличчя Воїнам Кабукі, коли Сейн святкувала перемогу Аски, перш ніж його перервала Ная Джакс, таким чином розпочавши ворожнечу. В епізоді Raw 6 червня, який був записаний у травні та вийшов в ефір із затримкою, Сейн отримав серйозний поріз голови.  Сейн повернулася на телебаченні після її травми в епізоді Raw 6 липня, коли вона кинула виклик Саші Бенкс у матчі, який закінчився дискваліфікацією через втручання Бейлі. Через кілька тижнів «Воїни Кабукі» безуспішно кинули виклик Бенксу та Бейлі на команднi чемпіоства WWE серед жінок.  20 липня в епізоді Raw вона перемогла чемпіонку SmackDown серед жінок Бейлі в нетитульному матчі.  Наступного тижня на Raw Бейлі жорстоко напала на Сейн за лаштунками під час матчу Raw Women Championship між Асукою та Бенкс. Це було зроблено, щоб виключити її з сюжетних ліній, оскільки Сейн оголосила про свій відхід з WWE у Twitter, коли вона поверталася до Японії, щоб бути зі своїм чоловіком.  Пізніше WWE підтвердила що Сейн залишає WWE на своєму веб-сайті.  29 липня 2020 року YouTube-канал WWE опублікував відео, яке розповідає про останній тиждень Сейн у WWE. У відео показано, як Сейн прощається з усіма в WWE, коли вона готується повернутися до Японії, а такі суперзірки, як Аска, Шінсуке Накамура та Акіра Тозава, бажають їй добра.
2 жовтня 2020 року Сейн оголосила, що почала працювати послом і тренером філії WWE у своїй рідній Японії.  25 жовтня вона була частиною команди коментаторів японською мовою для платного перегляду Hell in a Cell . У грудні 2021 року вона залишила WWE після закінчення терміну дії контракту.

### Повернення до World Wonder Ring Stardom (2022—2023)
18 лютого 2022 року Хосако повернулася до Stardom; під псевдонімом Кайрі.  Її повернення на ринг відбулося на події World Climax у березні. На World Climax: The Best вона об'єдналася з Маю Іватані та перемогла Cosmic Angels (Там Накано та Унагі Саяка) у командному матчі.  На World Climax: The Top вона перемогла Starlight Kid . Під час матчу вона розірвала вушну раковину та розповіла про травму в післяматчевому інтерв'ю. Вона повернулася 28 травня на Stardom Flashing Champions, де вона об'єдналася з Тамом Накано як «Білі лицарі», щоб перемогти Queen's Quest (Утамі Хаяшісіта та Мію Амасакі) у командному матчі.
У квітні 2023 року команда Каїрі, Нацупоі та Саорі Аноу з REStart перемогла Хірагі Курумі, Різу Сера та Сузу Сузукі з Prominence за титул Artist of Stardom Championship на Stardom All Star Grand Queendom .  27 травня на Flashing Champions REStart програли свій титул Барібарі Бомбардувальникам (Джулія, Май Сакурай і Текла). Останнім матчем Кайрі в Stardom був командний матч із шістьма жінками на Stardom Nagoya Golden Fight .

### New Japan Pro-Wrestling (2022—2023)
У листопаді 2022 року Кайрі перемогла Маю Іватані в головній події Historic X-Over, змагання з професійного реслiнгу, спільно просуваного Stardom та його дочірньою акцією New Japan Pro-Wrestling (NJPW), щоб стати першою чемпіонкою IWGP серед жінок . У 2023 році Кайрі захистила свій титул проти Тама Накано на Wrestle Kingdom 17 . Після матчу на неї напала Мерседес Моне (раніше відома як Саша Бенкс).  Потім Моне кинув виклик Кайрі на титульний матч у Битві в Долині .  Під час події Кайрі зазнав поразки від Моне; закінчивши її правління через 90 днів пiсля завоювання чемпiонства.

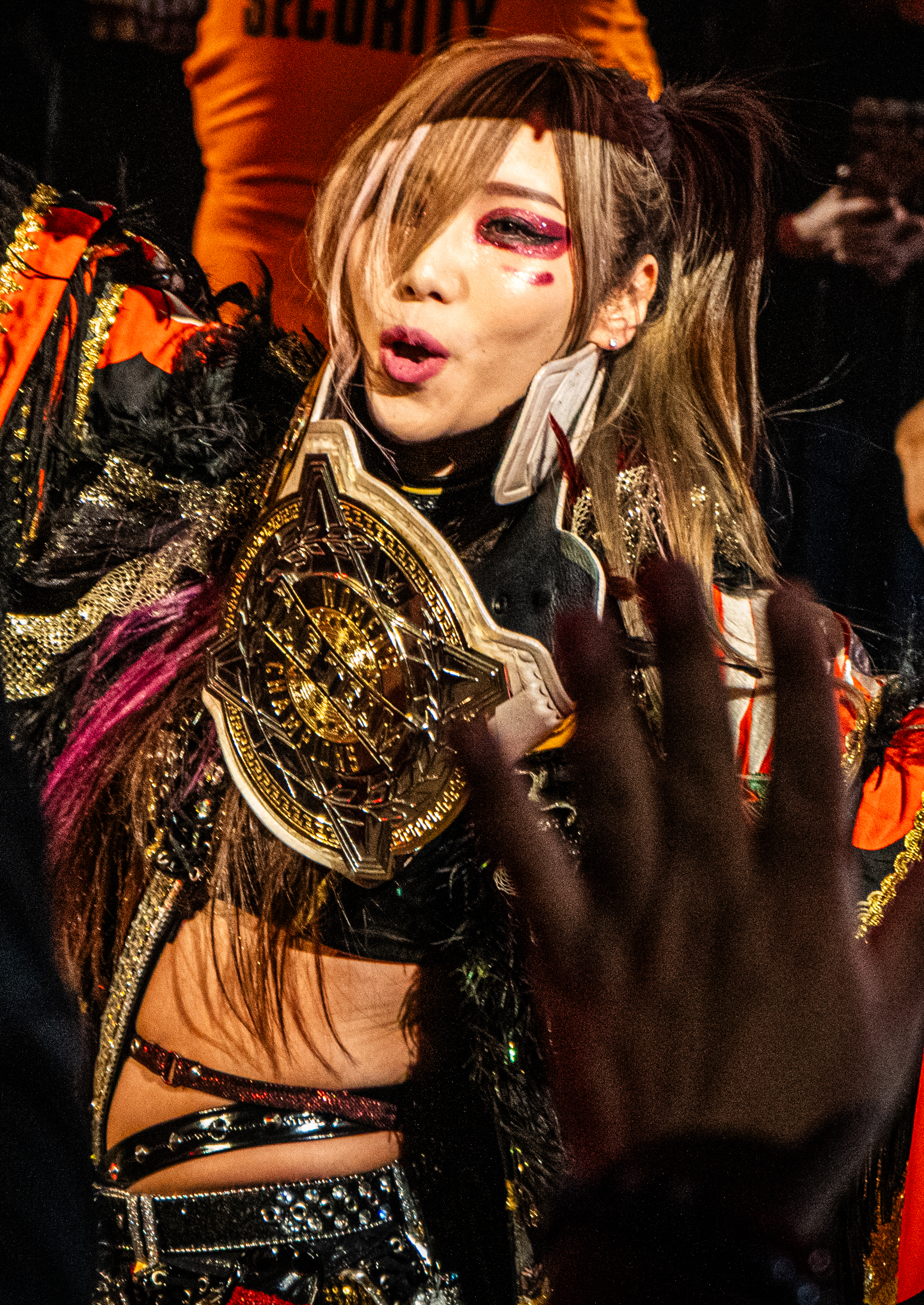
Каїрі Сейн у 2024 роцi

### Повернення до WWE (2023–тепер)
24 березня 2023 року Хосако підтвердила, що стала вільним агентом. 5 серпня було повідомлено, що вона домовилася з WWE і повернеться в компанію. 2 листопада було повідомлено, що її додали до внутрішнього списку WWE. Вона повернулася на шоу Crown Jewel, повернувшись до свого прізвища Кайрі Сейн і допомагаючи Ійо Скай утримати титул чемпіона WWE серед жінок проти Б'янки Белейр. У наступному епізоді SmackDown Сейн протистояла Бейлі, пробачив її за її дії в 2020 році та приєднався до Damage CTRL . У тому ж епізоді, під час командного матчу з шістьма жінками, в якому Аска зіткнулася з Белейр і Шарлоттою Флер проти Damage CTRL (Бейлі, Скай і Сейн), Аска звернулася до своїх товаришів по команді, щоб возз'єднатися з Сейн, одночасно приєднавшись до Damage CTRL (згодом реформування воїнів Кабукі). На Survivor Series WarGames Damage CTRL програв Белейр, Флер, Беккі Лінч і Шотці в матчі по правилам WarGames .
26 січня 2024 року в епізоді SmackDown Сейн і Аска перемогли Кейден Картер і Катану Ченс і вдруге виграли команднi титули WWE серед жінок як команда, а Сейн вдруге виграла їх індивідуально.  Потім Сейн брала участь у матчі Royal Rumble 2024 , увійшовши в матч під номером 11, вона усунула Кендіс Лерей, перш ніж її вибила Кейден Картер. На наступному шоу Elimination Chamber: Perth Сейн і Аска захистили свої титули проти команди Інді Хартвелл і Кендіс Лерей.  На NXT Roadblock вони перемогли команду Ліри Валькірії та Татума Пакслі, щоб зберегти свої титули.  Першого вечора WrestleMania XL Damage CTRL (Сейн, Аска та Скай) зазнали поразки від Белейр, Наомі та Джейд Каргілл у командному поєдинку з шістьма жінками .  Під час драфту WWE 2024 року Сейн (як частина Damage CTRL) був призначений бренду Raw .На Backlash France Сейн і Аска програли свої титули Б'янцi Белер та Джейд Каргілл, закінчивши своє друге правління через 99 днів пiсля завоювання титулiв.

## особисте життя
Хосако вийшла заміж 22 лютого 2020 року.

## Фільмографія

### плівка
- 2012: Sūpu～Umarekawari no Monogatari～(スープ～生まれ変わりの物語～)

### телебачення
- 2011: Зенігата Кінтаро (銭形金太郎)
- 2012: Waratte Iitomo! (マッスルビーナス)
- 2012: Gachigase (ガチガセ)
- 2013: Секай Фусігі Хаккен (世界ふしぎ発見)
- 2014: Накаї Масахіро но Мінінару Тошокан (中居正広のミになる図書館)
- 2015: Народо! Хайсукуру (なるほど！ハイスクール)

## Чемпіонати та досягнення
- Нова японська професійна боротьба
  - Чемпіонат IWGP серед жінок (1 раз)
  - Жіночий чемпіонський турнір IWGP (2022)
- Pro Wrestling Illustrated
  - Посідала 10 місце серед 100 найкращих борчинь у рейтингу PWI Women's 100 у 2017 та 2018 роках
  - Зайняла 9 місце серед 50 найкращих команд PWI Tag Team 50 у 2020 році разом з Аскою
- Sports Illustrated
  - Посідає 8 місце в 10 найкращих борчинь у 2018 році — порівнює її з Шайною Баслер
- Зірковий перстень World Wonder Ring
  - Чемпіонат Artist of Stardom (5 разів) — з Каорі Йонеямою та Юхі (1), Челсі та Когумою (1), Іо Ширай та Маю Іватані (1), Хіромі Мімурою та Конамі (1), Нацупоі та Саорі Аноу (1)
  - Чемпіонат Goddesses of Stardom (3 рази) — з Нацумі Шоузукі (1), Нанае Такахаші (1) і Йоко Біто (1)
  - Чемпіонат Wonder of Stardom (1 раз)
  - Чемпіонат World of Stardom (1 раз)
  - Goddesses of Stardom Tag League (2016) — з Йоко Біто
  - World of Stardom Championship Tournament (2015)
  - 5★зірковий GP (2015)
  - Нагорода 5★Star GP (2 рази)
    - Нагорода за найкращий матч із 5 зірками GP (2014) проти. Нанае Такахаші 24 серпня
    - Нагорода 5★ GP за найкращий матч (2016) проти. Іо Ширай 3 вересня

  - Stardom Year-End Awards (7 разів)
    - Нагорода за найкращий матч (2014) з Nanae Takahashi vs. Різа Сера та Такумі Іроха 23 грудня
    - Нагорода за найкращу команду тегів (2014) з Нанае Такахаші
    - Нагорода за найкращу команду (2016) з Йоко Біто
    - Нагорода за найкращу техніку (2016)
    - Нагорода MVP (2015)
    - Нагорода за видатну продуктивність (2013, 2015)
- WWE
  - Чемпіонат NXT серед жінок (1 раз)
  - Командний чемпіон WWE серед жінок (2 рази) — з Аскою
  - Mae Young Classic (2017)
  - Нагорода NXT за підсумками року (2 рази)
    - Учасниця року (2018)
    - Найкращий учасник року (2018)

  - Нагорода WWE за підсумками року (1 раз)
    - Найкраща жіноча команда року (2019) — з Аскою